# رقاقس ألبي
رقاقس ألبي (الاسم العلمي: Androsace alpina) هو نوع من النباتات يتبع جنس الرقاقس من فصيلة الربيعية.